# Château de Bjärka-Säby
Le château de Bjärka-Säby (Bjärka-Säby slott) est situé dans la province suédoise d’Östergötland, dans la commune de Linköping à environ 18 kilomètres au sud de son chef-lieu. 

## Historique

### Anciens édifices
Un premier château a été édifié sur le domaine au XIVe siècle par Bo Jonsson Grip, sénéchal suédois et important propriétaire terrien, à 1,5 kilomètre au nord du château actuel. Il existe encore à l’état de ruines.
Un second château, appelé le « vieux château », est également visible. Sa construction a débuté dans la première moitié du XVIIe siècle et s’est achevée au début du XVIIIe. D’un style carolingien, il possède deux ailes de bâti.

### Édifice actuel
Le manoir actuel, situé sur les rives du lac Stora Rängen, a été construit par l’architecte Fredrik Magnus Piper (de) entre 1791 et 1800. Il a acquis un siècle plus tard son style néobaroque actuel.

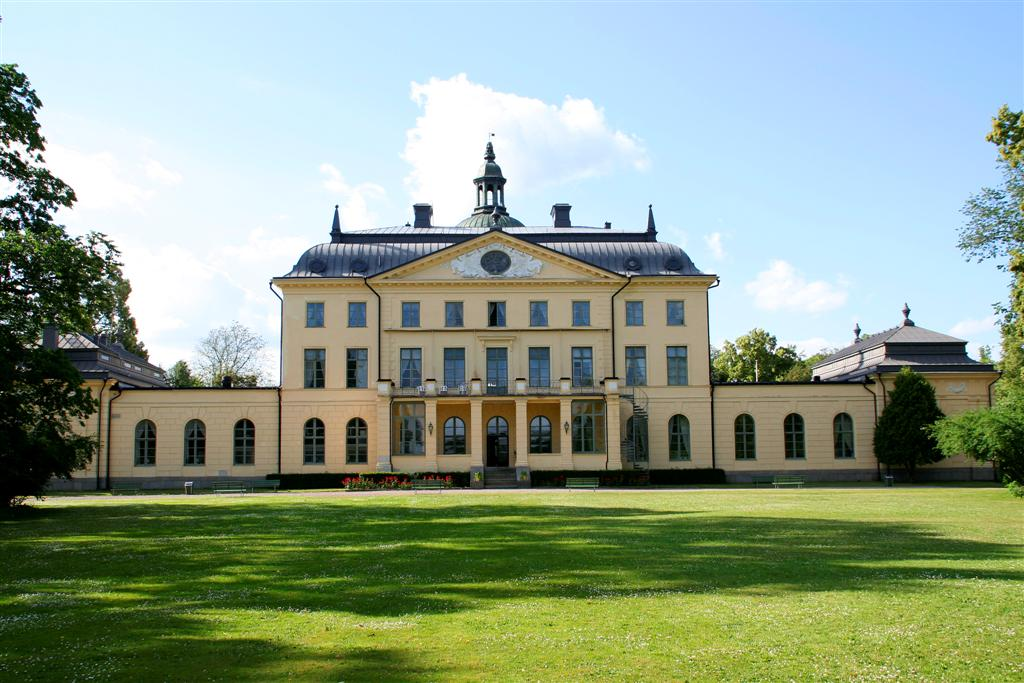
Façade de l’édifice actuel

Le château est acheté en 1872 par le consul Oscar Ekman (1812 † 1907). La famille construit sur le domaine une maison de retraite, une école, des bâtiments pour les ouvriers agricoles, etc. L’intérieur du château est restauré en 1920–1921.
La famille Ekman fait don du château en 1980 à la communauté protestante pentecôtiste de Sion de Linköping (Sionförsamlingen i Linköping), fondée en 1924. Elle y organise en particulier des sessions de formation biblique.

## Source
- (de) Cet article est partiellement ou en totalité issu de l’article de Wikipédia en allemand intitulé « Schloss Bjärka-Säby » (voir la liste des auteurs).